# Jordi Esteva
Jordi Esteva (Barcelona, 1951) es un escritor y fotógrafo español, apasionado de las culturas orientales y africanas a las que ha dedicado la mayor parte de su trabajo cinematográfico, periodístico y fotográfico.

## Biografía
Vivió durante cinco años en Egipto, de 1980 a 1985, trabajando en Radio Cairo Internacional. Estudió la vida cotidiana en el desierto recogida en Los oasis de Egipto. Redactor jefe y director de arte de la revista Ajoblanco entre 1987 y 1993. En 1994 participó en el proyecto Patrimonio 2001 de la Unesco y fotografió la Medina de Marrakech. En 1996 realizó un estudio fotográfico sobre la arquitectura del Atlas marroquí, Fortalezas de barro en el sur de Marruecos.
En 1998 apareció Mil y una voces, un libro de conversaciones con dieciséis artistas e intelectuales de ambas orillas del Mediterráneo acerca de las sociedades árabes enfrentadas al desafío de la modernidad.
En 1999 publicó Viaje al país de las almas, un acercamiento al mundo del animismo africano, en el que documenta los rituales iniciáticos y los fenómenos de posesión.
En 2006 apareció Los árabes del mar, la búsqueda de los antiguos marineros de las costas de Arabia que recorrían los puertos del océano Índico con sus veleros propulsados por los monzones siguiendo unas rutas que apenas habían variado desde los tiempos de Simbad.
En 2009, tras dos meses de trabajo en Costa de Marfil, finaliza el rodaje de Retorno al país de las almas. En 2011, tras el circuito internacional de festivales se estrena en España.
En 2011 publica Socotra, la isla de los genios y en 2012 recibe el V Premio de Literatura de Viajes Caminos del Cid.
A finales de 2013 viaja de nuevo a Costa de Marfil y a Ghana para filmar Komian.
Regresa a Socotra a principios de 2014 para filmar Socotra, la isla de los genios, finalizando su edición en septiembre de 2015 y siendo proyectada en los festivales de Visions du Réel (Nyon, Suiza), International Full Frame Film Festival (N.C. USA), Documenta Madrid y Festival de Málaga entre otros. En octubre de 2017 publica el libro de fotografías Socotra que incluye el DVD de la película.
En marzo de 2019 se edita una revisión de Los oasis de Egipto con nuevo diseño, algunas imágenes inéditas y nuevo revelado de las fotografías.
Su libro de memorias El impulso nómada vio la luz en octubre de 2021.
Del 4 de junio al 22 de noviembre de 2022 y del 14 de enero al 9 de abril de 2023 realizó la exposición El impulso nómada, título prestado de su libro homónimo.
Noviembre de 2023 fue la fecha de publicación de su siguiente libro, Viaje a un mundo olvidado (Galaxia Gutenberg), en el que prosigue su reflexión memorialística iniciada en El impulso nómada. Si en este primaba la rememoración de la infancia y la juventud y el despertar de la fascinación por lo diferente y lo lejano, en su nuevo libro reflexiona sobre lo que le ha llevado a realizar su obra como fotógrafo, cineasta y escritor a partir de espacios míticos de su geografía personal: Costa de Marfil, Sudán, Yemen, Zanzíbar, Mombasa, la isla de Socotra.
Ya en 2024, se editó Siwa Drawings / Dibujos de Siwa publicado por Àfriques Edicions. Su primer libro de dibujos que incluye texto y algunas fotografías, así como un prólogo de Enrique Juncosa.

## Obra

### Libros

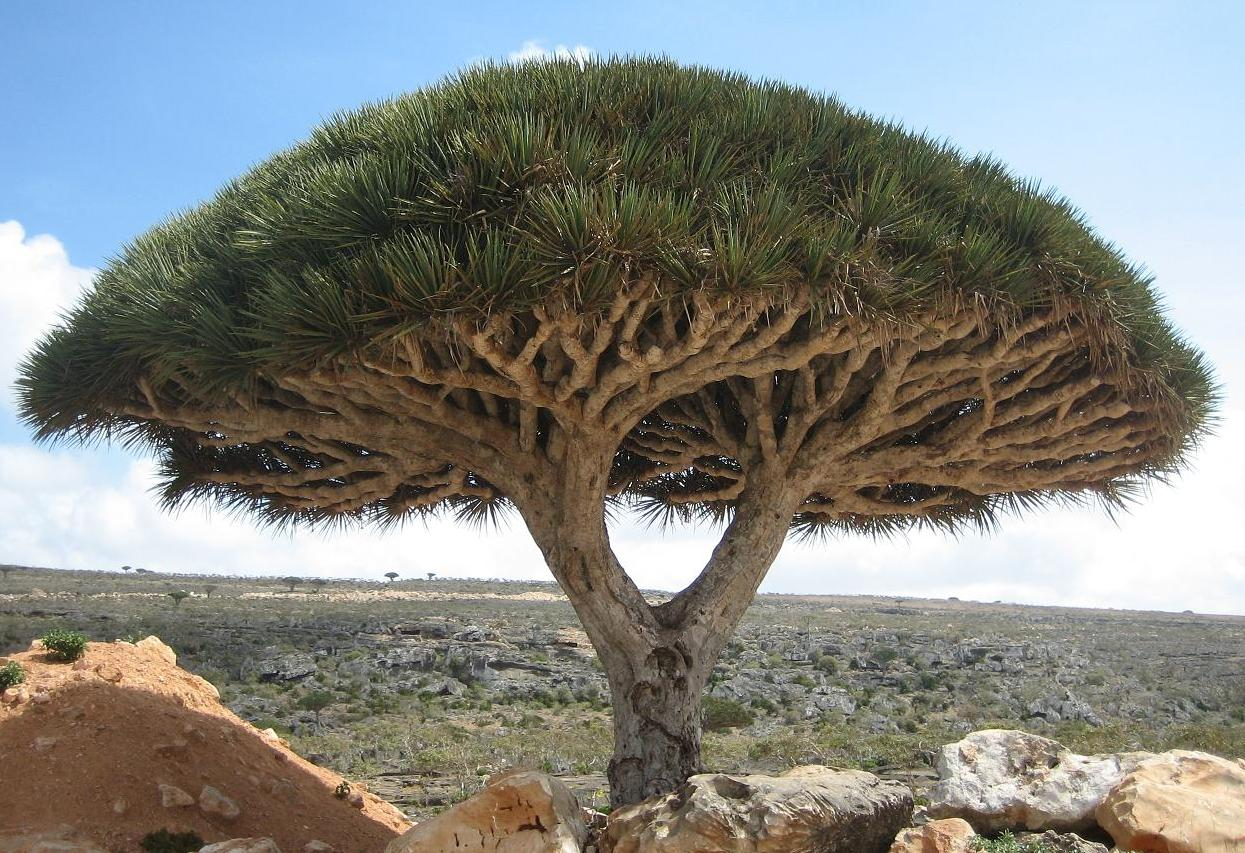
Drago en Socotra.

- Los Oasis de Egipto (1995), libro de fotografías en blanco y negro sobre los oasis del desierto egipcio. Claroscuros, sombras y luces. Interiores y pozas de agua en la que se bañan los campesinos tras las duras jornadas en sus vergeles. Fotografías del oasis de Siwa, sede del Oráculo de Amón consultado por Alejandro Magno.[12]
- Fortalezas de barro al sur de Marruecos (1996).[13]
- Mil y una voces (1998), libro de entrevistas con dieciséis artistas, directores de cine, juristas, escritores y feministas de ambas orillas del Mediterráneo sobre las sociedades árabes enfrentadas al desafío de la globalización.[14]
- Viaje al país de las almas (1999), libro sobre el animismo entre los akan en Costa de Marfil. A través de las fotografías y texto, Esteva narra su experiencia en los santuarios animistas, donde pudo acceder a rituales secretos. Gracias a la empatía con la gran sacerdotisa Adjoua Eponom Essouman, poseída por Mami Watta, el espíritu del agua, tuvo acceso a un mundo oculto.[15]
- Los árabes del mar (2009). El autor recorre los puertos de Arabia y de África Oriental en busca de la memoria de los antiguos mercaderes que surcaban el Índico en sus veleros árabes impulsados por los monzones.[16]
- Socotra. La isla de los genios (2011, 2014, 2025 3ª edición), publicado por Ediciones Atalanta, describe el viaje al interior de una "mítica isla del océano Índico". Recibió el Premio de Literatura de Viajes 'Camino del Cid'.[17][18]
- Socotra (2016), publicado por la misma editorial, el autor nos lleva de nuevo a este mundo a punto de desaparecer, esta vez a través de un sugestivo recorrido visual de cincuenta y cinco imágenes.[19][20]
- El impulso nómada (2021), memorias publicadas por Galaxia Gutenberg.[21][1][22]
- Viaje a un mundo olvidado (2023, Galaxia Gutenberg).[10]
- Siwa Drawings / Dibujos de Siwa (2024).[23]

### Películas
- Retorno al país de las almas. Diez años después de recorrer la Costa de Marfil para su libro Viaje al país de las almas Esteva regresa para filmar todas las ceremonias y rituales de iniciación por los que pasan los iniciados elegidos por los espíritus hasta su entronización como nuevos komian o sacerdotes animistas.[24]
- Komian. Jordi Esteva regresa a Costa de Marfil para averiguar sobre el espíritu de la pantera que se manifestó durante el rodaje de su anterior documental Retorno al país de las almas sobre las creencias ancestrales y los fenómenos de trance y posesión.[25]
- Socotra, la isla de los genios. En blanco y negro basada en el libro del mismo nombre.[26]
- Historias del Cabo Corrientes.[27]
- El impulso nómada.[28]

### Exposiciones
Del 4 de junio al 22 de noviembre de 2022 y del 14 de enero al 9 de abril de 2023, realizó la exposición El impulso nómada en el Palau Solterra, Fundación Vila Casas, Torroella de Montgrí, Bajo Ampurdán, Gerona.